# Bátis-de-fernando-pó
Bátis-de-fernando-pó  (Batis poensis) é uma espécie de ave da família Corvidae.
É endémica de Guiné Equatorial.